# Sebastian Nowak (ur. 1974)
Sebastian Nowak (ur. 1974 w Gnieźnie) – polski poeta i literat. Debiutował cyklem wierszy na łamach "Protokołu kulturalnego" (2000), wydawanego przez Centrum Kultury „Zamek” w Poznaniu. Od tego też roku należy do Klubu Literackiego, prowadzonego przez Jerzego Grupińskiego. Jest laureatem wielu nagród poetyckich i literackich. W roku 2002 otrzymał dyplom za twórczość poetycką w kategorii debiutów Polskiego Stowarzyszenia Autorów, Dziennikarzy i Tłumaczy w Europie APAJTE. 
Wiersze publikował m.in. w "Protokole kulturalnym", piśmie "Słowem i Kształtem", "Arkuszu" (2004) (dawny wydawca "Głos Wielkopolski"), almanachach ogólnopolskich konkursów literackich i plastycznych. W roku 2003 zdobył pierwszą nagrodę w konkursie na reportaż prasowy „Być człowiekiem”.
Pojawił się także w almanachu „Arka” (2004).